# هبور
هَبُور (الاسم العلمي: Zodarion)، جنس عناكب أكلة للنمل من فصيلة الهبوريات. تم وصف أكثر من 150 نوعًا من أوراسيا وشمال إفريقيا اعتبارًا من مايو 2017.